# Fuensanta de Martos
Fuensanta de Martos település Spanyolországban, Jaén tartományban. Fuensanta de Martos Martos, Los Villares és Valdepeñas de Jaén községekkel határos. Lakosainak száma 2990 fő (2024).

## Népesség
A település népessége az elmúlt években az alábbi módon változott:
| Lakosok száma | 3340 | 3252 | 3328 | 3286 | 3254 | 3160 | 3071 | 3074 | 3023 | 2990 |
|               | 2001 | 2004 | 2007 | 2009 | 2012 | 2014 | 2017 | 2019 | 2022 | 2024 |